# Jeanne de Bavière
Jeanne de Bavière (1362 - 31 décembre 1386) fut reine de Germanie et reine de Bohême, électrice de Brandebourg et duchesse de Luxembourg avec son mariage avec Venceslas Ier du Saint-Empire. Elle est la fille de Albert Ier de Hainaut et de Marguerite de Brzeg.

## Origine et famille
Jeanne est la seconde fille du duc Albert Ier de Bavière, et de sa première épouse Marguerite de Brzeg. Ses frères et sœurs sont Guillaume IV de Hainaut, Jeanne-Sophie de Bavière, épouse d'Albert IV d'Autriche, et Marguerite de Bavière, épouse de Jean Sans-Peur puis de Jean III de Bavière, prince-évêque de Liège puis duc de Bavière-Straubing. Ses grands parents paternels sont l'empereur Louis IV du Saint-Empire et Marguerite II de Hainaut.

## Mariage
Jeanne épouse, le 29 septembre 1370, Venceslas, fils de l'empereur Charles IV du Saint-Empire et roi de Bohême et de sa seconde épouse Anne de Schweidnitz. À l'époque de leur union, Jeanne est âgée d'environ huit ans et son conjoint de neuf ans. Du fait des nombreux liens de parenté qui les unissent une dispense papale avait du être obtenue le 21 septembre par Charles IV. Jeanne n'était pas initialement destinée à épouser Venceslas à qui son père destinait Élisabeth de Nuremberg, fille du burgrave Frédéric V de Nuremberg, mais ce mariage n'a pas lieu et Élisabeth épouse en 1374 Robert de Wittelsbach, fils de l'électeur palatin Robert II.
Après la mort de Charles IV en 1378, Venceslas déjà couronné roi de Bohême depuis le 15 juin 1363 et élu roi de Germanie depuis le 10 juin 1376, devient le souverain effectif et Jeanne reine consort de Bohême et de Germanie.

## Décès
Leur union se termine après 16 ans de mariage sans enfants peut-être du fait de l'infertilité de Venceslas. Jeanne meurt en 1386 à l'âge de 23/24 ans. Venceslas fait à son épouse de magnifiques funérailles au château de Žebrák. Selon la coutume le corps de Jeanne est exposé quelques jours à Prague avant d'être inhumé dans la crypte de la cathédrale Saint-Guy de Prague.
Venceslas se remarie en 1389 avec une cousine de son épouse, Sophie de Bavière fille de Jean II de Bavière, autre descendante de l'empereur Louis IV, qui ne lui donne pas non plus de descendant. Venceslas est privé de son trône de roi de Germanie par les princes-électeurs en 1400 et il a comme successeur, l'époux d'Élisabeth de Nuremberg, Robert III de Palatinat.